# This Godless Endeavor
A This Godless Endeavor című album az amerikai Nevermore együttes hatodik nagylemeze, amely 2005-ben jelent meg a Century Media kiadó gondozásában. Ezen a lemezen szerepel először a Nevermore soraiban Steve Smyth (ex-Vicious Rumors, Testament) gitáros, aki szerzőként is kivette részét a munkálatokból. A producer újra Andy Sneap volt.
A This Godless Endeavor az első olyan Nevermore-album, amely nem bír önálló markáns karakterrel, sokkal inkább az eddigi munkásságuk összefoglalása. A mesterséges intelligencia és az ember viszonyáról írt Sentient 6 című dal az 1996-os The Learning folytatása a The Politics of Ecstasy albumról. A Jim Sheppard basszer által írt instrumentális The Holocaust of Thought-ban James Murphy gitáros vendégszerepel. A lemeznyitó Born c. számhoz forgattak videóklipet, ami 2006. január 27-én debütált az MTV-n.

## Az album dalai
1. Born – 5:05
2. Final Product – 4:21
3. My Acid Words – 5:41
4. Bittersweet Feast – 5:01
5. Sentient 6 – 6:58
6. Medicated Nation – 4:01
7. The Holocaust of Thought (instrumentális) – 1:27
8. Sell My Heart for Stones – 5:18
9. The Psalm of Lydia – 4:16
10. A Future Uncertain – 6:07
11. This Godless Endeavor – 8:55

## Közreműködők
- Warrel Dane – ének
- Jeff Loomis – gitár
- Steve Smyth – gitár
- Jim Sheppard – basszusgitár
- Van Williams – dobok

Vendégzenészek
- James Murphy – gitár a The Holocaust of Thought című dalban

## Külső hivatkozások
- Nevermore hivatalos honlap Archiválva 2005. augusztus 15-i dátummal a Wayback Machine-ben
- Nevermore a MySpace-en
- Nevermore a Last.fm-en